# Oxyethira albaeaquae
Oxyethira albaeaquae är en nattsländeart som beskrevs av Lazar Botosaneanu 1995. Oxyethira albaeaquae ingår i släktet Oxyethira och familjen smånattsländor. Inga underarter finns listade i Catalogue of Life.